# Beechcraft XA-38
Die Beechcraft XA-38 Grizzly war ein schwer bewaffneter US-amerikanischer Erdkampfbomber-Prototyp. Er war mit einer nach vorn feuernden 75-mm-Kanone ausgestattet.

## Geschichte
Im Dezember 1942 schloss die USAAF mit der Beech Aircraft Corporation einen Vertrag über zwei Prototypen des Model 28 „Destroyer“ ab. Das Flugzeug, eine Weiterentwicklung der Transportmaschine Beechcraft 18, sollte die Douglas A-20 Havoc ersetzen und zusätzlich harte Ziele wie Panzer und Bunker zerstören können. Dazu bekam das Flugzeug eine feste 75-mm-Kanone und zwei weitere nach vorn feuernde 12,7-mm-M2-MG. Im Heck und auf der Rumpfunterseite waren zusätzliche ferngesteuerte Waffentürme mit 12,7-mm-Zwillings-MG eingebaut. Das Flugzeug hatte eine Besatzung von zwei Mann, den Piloten und den Beobachter/Bordschütze in der hinteren Kabine. Dieser benutzte Periskope, um die ferngesteuerten Waffen einzusetzen.
Der Erstflug des Prototyps erfolgte am 7. Mai 1944. Aber nach der Testserie war er noch nicht so weit, um an der Operation Downfall, der geplanten Besetzung Japans, teilzunehmen.
Das Flugzeug verwendete die gleichen Motoren wie die großen B-29-Superfortress-Bomber. Die Motoren waren daher praktisch nicht für andere Flugzeuge verfügbar. So wurde das Projekt abgebrochen, obwohl das Flugzeug hervorragende Eigenschaften besaß.
Das Flugzeug überzeugte in allen Aspekten und übertraf einige Erwartungen inklusive der Höchstgeschwindigkeit. Die Bewaffnung war effizient, aber noch nicht in dem Stadium, um direkt im Kampf eingesetzt zu werden. Das Flugzeug hätte trotzdem in großen Stückzahlen geordert werden können, obwohl die Wright R-3350-Motoren für die B-29 Vorrang hatten.
Nach Abbruch des Projekts wurde der erste Prototyp verschrottet. Der zweite Prototyp war für das USAF-Museum vorgesehen, kam aber nie dort an. Sein Schicksal ist unbekannt.

## Technische Daten
| Kenngröße             | Daten                                                                     |
| --------------------- | ------------------------------------------------------------------------- |
| Besatzung             | 2 (Pilot + Beobachter/Bordschütze)                                        |
| Länge                 | 15,8 m                                                                    |
| Spannweite            | 20,5 m                                                                    |
| Höhe                  | 4,1 m                                                                     |
| Flügelfläche          | 58 m²                                                                     |
| Flügelstreckung       | 7,2                                                                       |
| Leermasse             | 10.197 kg                                                                 |
| Startmasse            | 14.515 kg                                                                 |
| Antrieb               | zwei Sternmotoren Wright R-3350-53 mit je 2700 PS (2013 kW)               |
| Höchstgeschwindigkeit | 605 km/h                                                                  |
| Dienstgipfelhöhe      | 8500 m                                                                    |
| Reichweite            | 1722 km                                                                   |
| Bewaffnung            | 75-mm-Kanone, zwei 12,7-mm-MGs, zwei 12,7-mm-Zwillings-MGs, 907 kg Bomben |